# Глодно (Гродзиський повіт)
Глодно (пол. Głodno, нім. Gloden) — село в Польщі, у гміні Раконевиці Гродзиського повіту Великопольського воєводства. Населення — 322 особи (2011).
У 1975-1998 роках село належало до Познанського воєводства.

## Демографія
Демографічна структура станом на 31 березня 2011 року:
|          | Загалом | Допрацездатний вік | Працездатний вік | Постпрацездатний вік |
| -------- | ------- | ------------------ | ---------------- | -------------------- |
| Чоловіки | 160     | 44                 | 99               | 17                   |
| Жінки    | 162     | 39                 | 96               | 27                   |
| Разом    | 322     | 83                 | 195              | 44                   |